# Вулиця Сергія Литвиненка (Пирятин)
Вулиця Сергія Литвиненка — одна з магістральних вулиць у місті Пирятині (районний центр Полтавської області), на якій розташовані ряд важливих об'єктів міської інфраструктури. Вулиця простягається від центральної пирятинської вулиці Соборної до вулиці Ярмаркової. Вулиця є частиною територіального автомобільного шляху Т 2501 «Пирятин—Прилуки—Ніжин—Чернігів».

## З історії та об'єкти
Колишня первинна назва пирятинської вулиці Визволення, яка розташована в стороні від центру міста, — Ярмаркова площа.
У 1975 році вулиця дістала назву — Визволення, на честь визволення міста від німецьких військ під час німецько-радянської війни у вересні 1943 року підрозділами 237-ї і 309-ї стрілецьких дивізій СРСР.

Будівля Пирятинського ліцею

На вулиці розташовані ряд важливих об'єктів міської інфраструктури:
- № 2а — місцевий осередок громадської організації «Всеукраїнське фізкультурно-спортивне товариство „Колос“»[2], Пирятинський ліцей Пирятинської райдержадміністрації Полтавської області[3];
- № 2б —  міський стадіон «Колос» та дитячо-юнацька спортивна школа[4];
- № 4 — аптека «Здорова Родина»;
- № 5 — комунальне підприємство «Пирятинський центр первинної медико-санітарної допомоги Пирятинської міської ради»[5].

Також на вулиці розташовані житлова забудова, кладовище та головний міський стадіон «Колос».
18 вересня 1993 року відбулося урочисте відкриття пам'ятника українському поетові й мислителю Тарасові Григоровичу Шевченку неподалік міської середньої школи № 2 (від 1995 року — Пирятинський ліцей). Автор — скульптор Баланчук М. Н. Пам'ятник виготовлений з граніту та встановлений на згадку про перебування Т. Г. Шевченка у Пирятині у 1843, 1845, 1859 роках.
22 липня 2024 року вулицю Визволення перейменували на вулицю Литвиненка, на пошану Сергія Литвиненка, українського скульптора, автора першого прижиттєвого пам'ятника Митрополиту Андрею Шептицькому та надгробка Івана Франка на Личаківському цвинтарі у Львові.